# Sedeinga

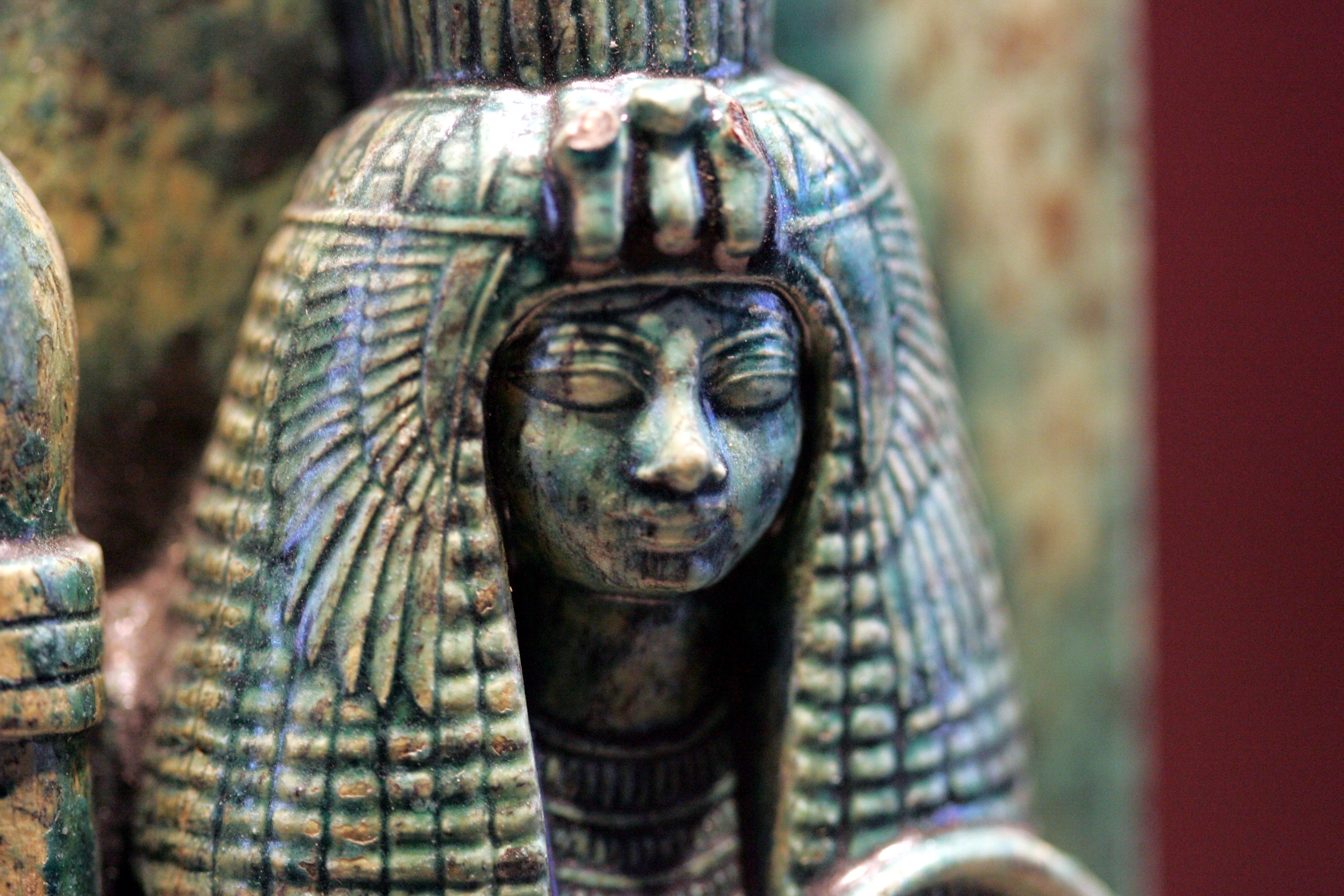
Estatua de la reina Tiy. Museo del Louvre

Sedeinga (en árabe سيدينقا) es un yacimiento arqueológico en el norte de Sudán, en la orilla occidental del río Nilo, a aproximadamente a 100 km al norte de la tercera catarata y a  30 km al sur de la isla de Sai.
El lugar era conocido por las ruinas del templo de la reina Tiy, esposa del faraón Amenhotep III (siglo XIV a. C.), además de una pequeña iglesia cristiana del siglo X. En 2009 se descubrió una necrópolis conocida como la "Ciudad de los Muertos" con alrededor de 80 diferentes pirámides de ladrillo y tumbas que datan del Reino de Kush, la mayoría nubias y meroíticas. Actualmente es la más grande necrópolis conservada de la antigua Nubia con una extensión de más de 25 hectáreas.
A 720 km al noroeste de Meroe, la capital del período meroítico del Reino de Kush, y en una posición aislada, Sedeinga se encuentra en el desierto a lo largo de una antigua ruta comercial que conectaba el Reino de Kush directamente con el Egipto Medio, lo que sugiere que Sedeinga pudo haber sido un asentamiento comercial. Situada no lejos de la frontera con Egipto, Sedeinga habría tenido acceso prioritario a los bienes transportados por los comerciantes egipcios, lo que podría explicar el origen de la riqueza demostrada en las pirámides funerarias.

## Pirámides
El lugar consta de miles de cámaras funerarias que incluyen las bases de al menos 80 pequeñas pirámides que datan del período meroítico tardío del Reino de Kush.
Las pirámides fueron construidas de bloques de piedra sobre una cámara de mampostería redonda, símbolo de la antigua tradición kushita de túmulos funerarios. A diferencia de las pirámides que se encuentran en Meroe, que estaban reservadas a la realeza, las pirámides de Sedeinga fueron construidas principalmente para los ciudadanos más ricos. Podían medir entre 5 y 10 m de lado, de ladrillos sin cocer o más raramente con elementos de piedra.
Aunque se consideró sacrílego que cualquier persona, salvo la realeza, fuera sepultada de esta manera durante el período meroítico temprano, con el paso del tiempo y el aislamiento de Sedeinga respecto a Meroe, la tradición se extendió a los ricos. Las pirámides de Sedeinga reflejan también una mayor influencia egipcia que las de Meroe, tipificadas por albardillas que representan pájaros o lotos que emergen de discos solares. Si bien la excavación de Sedeinga no está completada, existen indicios de que puede contener más pirámides que cualquier otro sitio descubierto hasta el momento.

## Templo
Un templo estaba dedicado a la reina Tiy durante la última parte del reinado de Amenhotep III. Tiy representa el 'ojo de Ra' y su templo es la contraparte femenina de un templo mayor cercano dedicado a Amenhotep III. Tiy fue venerada como diosa viviente Hathor-Tefnut en su templo de Sedeinga y como tal se la representa con un tocado hathórico con elaborada peluca coronada con el uraeus real, cuernos y disco solar.

## Inscripciones
En abril de 2018, los arqueólogos anunciaron el descubrimiento de una gran cantidad de inscripciones funerarias de piedra en la necrópolis de Sedeinga. Las inscripciones en piedra constituyen la colección de textos más grande jamás descubierta escrita en meroítico, la lengua africana subsahariana escrita más antigua conocida.
Muchos de los artefactos descubiertos en Sedeinga están en muy buenas condiciones, conservando incluso en algunas estelas su pigmento azul. Un hallazgo particularmente notable fue un dintel de una capilla con una representación de la diosa egipcia Maat. El dintel es notable por ser la primera representación conocida de Maat con rasgos africanos.
Numerosos hallazgos en Sedeinga estaban dedicados a las mujeres de alto rango, enfatizando el hecho de que Nubia fue una sociedad matrilineal.